# آرتور اسپیس
آرتور اسپیس (انگلیسی: Arthur Space; ۱۲ اکتبر ۱۹۰۸ – ۱۳ ژانویهٔ ۱۹۸۳) یک بازیگر اهل ایالات متحده آمریکا بود. وی بین سال‌های ۱۹۴۱ تا ۱۹۸۱ میلادی فعالیت می‌کرد.
از فیلم‌ها یا برنامه‌های تلویزیونی که وی در آن نقش داشته‌است می‌توان به ریو ریتا، برداشت محصول تصادفی، تورتیلا فلت، خانه غریبه‌ها، شجاعت لسی، ترس ناگهانی، ویلسون، اجتماع در فرانسه، تختخواب سحرآمیز، مردی از آلامو، حمله زنبورها، ۲۰ میلیون مایل تا زمین، ستاره‌ای متولد شده‌است، زنی در پنجره، هربی دوباره می‌تازد، روح سنت لوییس، ژاندارک، مردی به نام جو، دور از همه قایق‌ها، صدای بلند، ضرب طبل، تاماهاوک، ابوت و کاستلو در هالیوود، شلیک، خانه قرمز، تنسی جانسون، قوی‌ترین مرد جهان و هدف زمین اشاره کرد.